# Casa do Vale
A Casa do Vale (em catalão:  Casa de la Vall), é um edifício centenário localizado no centro de Andorra-a-Velha que serve como sede do parlamento andorrano desde sua fundação e serviu de sede do antigo Conselho da Terra. Desde 2011, foi apenas a sede do Conselho Geral nas sessões tradicionais (constitutiva e sessão de Sant Tomàs). As demais sessões são realizadas no novo prédio parlamentar.  Em 2015, a Casa do Vale foi, juntamente com o Museu do Tabaco e o Centro de Arte de Escaldes-Engordany, um dos mais visitados de Andorra. É declarado um monumento patrimônio cultural de Andorra.

## História
A Casa do Vale foi construída com uma torre defensiva em 1580 como uma Mansão da família Busquets com vista para o rio Valira. Em 1702 a casa foi adquirida pelo Conselho da Terra e posteriormente pelo parlamento andorrano, que a utilizou como principal sede até 2011, quando se mudou para o novo prédio parlamentar. Em 1962, a casa sofreu uma grande remodelação, o que melhorou o seu estado de conservação além de proporcionar uma melhor sala de sessões, entre outros aspectos.

## Divisões

### Exterior
No exterior da casa, existe uma praça que permite observar as fachadas do edifício, em tradicional pedra. O telhado é de ardósia e a entrada principal tem aduelas de granito. Na porta principal é possível observar o escudo da família Busquets (uma árvore) e o escudo de armas do Principado de Andorra.
O jardim também conta com esculturas que mostram alguns dos eventos mais importantes da história de Andorra, e onde se pode observar o pombal da torre.

### Interior
No interior da Casa do Vale podes-se observar, na sua arquitetura, a sua planta retangular com três galerias, uma estrutura típica dos edifícios rurais da Catalunha. A casa tem 3 andar, um piso térreo, o primeiro andar e o segundo andar.

#### Piso térreo
O piso térreo é destinado à administração da justiça juntamente com o Tribunal Penal, com mobiliário tradicional e decoração de madeira.

#### Primeiro andar
No primeiro andar encontra-se a Sala dos Passos Perdidos (destinada a atividades parlamentares), com pinturas murais que antes se localizavam no gabinete do Sindicato Geral, também na Casa do Vale, destinado a atividades protocolares, e por esse motivo, não pode ser visitado. Também neste andar é possível encontrar a sala de sessões, a sala do Conselho, uma capela e a cozinha, bem como outros elementos simbólicos da casa, por exemplo, o Armário das Sete Chaves, onde se guardam importantes documentos da história de Andorra desde o século XIV, como o Manual Digest.

#### Segundo andar
O segundo andar, também chamado se chefe da casa, era o antigo sótão e foi usado como quarto dos membros do parlamento até ter sido transformado numa sala polivalente para multiusos, como por exemplo, abrigar exposições.